# (74432) 1999 BM12
(74432) 1999 BM12 – planetoida z pasa głównego asteroid okrążająca Słońce w ciągu 4,52 lat w średniej odległości 2,73 j.a. Odkryta 24 stycznia 1999 roku w Obserwatorium Črni Vrh.